# Louis Auguste Le Tonnelier de Breteuil
Louis Charles Auguste Le Tonnelier, barón de Breteuil y barón de Preuilly (7 de marzo de 1730 - 2 de noviembre de 1807) fue un aristócrata, diplomático, estadista y político francés. 

## Soldado y embajador
Breteuil nació en 1730 en el castillo de Azay-le-Ferron (Indre) dentro de una familia aristocrática bien relacionada: uno de sus parientes fue confesor de un primo del rey y otro fue la famosa matemática y lingüista, Émilie, marquesa du Châtelet-Laumont. Recibió una excelente educación en París y después ingresó al Ejército, con el que combatió en la guerra de los Siete Años. En 1758, dejó el ejército y se unió al Ministerio de Relaciones Exteriores de Francia. Rápidamente fue nombrado embajador donde el Elector de Colonia, donde demostró tener valiosas habilidades diplomáticas. Dos años después fue enviado a San Petersburgo como embajador de Francia en la Rusia Imperial, donde hizo arreglos para ausentarse temporalmente de su cargo en el momento de la revolución palaciega promovida por Catalina II, que ascendió al trono. En 1769, fue enviado a Estocolmo, Suecia, y posteriormente representó al Gobierno Francés en Viena (Monarquía de los Habsburgo), Nápoles (Reino de Nápoles), y de nuevo en Viena, hasta 1783. 
En Suecia, se convirtió en favorito del joven rey Gustavo III, pero a Catalina la Grande de Rusia le gustaba. Otros veían a Breteuil como un tonto impulsivo, José II y varios altos políticos de Austria se burlaban de las "tonterías" de Breteuil a puertas cerradas.

## Ministro de la Casa
Después de su regreso a Francia, Breteuil fue nombrado ministro de la Casa Real. Durante su cargo introdujo grandes reformas en la administración penitenciaria. Era un ministro liberal y humanitario, consiguiendo la moderación de las leyes de censura. Creía apasionadamente que la monarquía debía alentar a los intelectuales, y no verlos como enemigos. En 1784, fue nombrado para un cargo en la Académie des Inscriptions et Belles-Lettres. 
Durante el ministerio de Breteuil sucedió el tristemente célebre Asunto del Collar, lo que lo enfrentó a su enemigo, el Cardenal de Rohan. La lealtad de Breteuil a la reina María Antonieta le valió su gratitud y confianza durante ese difícil momento. Por desgracia, Breteuil subestimó la fuerza de la simpatía pública hacia los responsables, y su directo ataque a Rohan dejó sola a la Reina hacia la humillación pública. Entró en la colisión de Charles Alexandre de Calonne, exigiendo su destitución en 1787.
El 24 de julio de 1788, Breteuil renunció, agotado por la lucha de poder en el Consejo del Rey. Luego pidió que se le permitiese despedirse de la reina. María Antonieta no estaba resentida con él por el manejo del asunto, e incluso prometió ayudarlo en el futuro si pudiera.

## Nombramiento como primer ministro
Dado que Francia se encontraba cada vez más inestable, Breteuil se retiró a su castillo en Dangu. A pesar de que Breteuil estaba disgustado por la política que Francia seguía en esos momentos, se mantuvo absolutamente leal a la monarquía, a pesar de sus opiniones liberales sobre la cultura social. Se lamentó de que "todo aquel que se atreve a defender a las viejas formas es despreciado", afirmando que "estamos corriendo como locos hacia la destrucción".
Breteuil fue contactado por los miembros conservadores del círculo de la reina en 1789. Aceptó el cargo de primer ministro después de que fuese expulsado Jacques Necker del cargo. Necker era popular, pero los realistas lo veían como un peligroso buscador de publicidad y un radical. Un plan cuidadosamente orquestado, fue elaborado por Breteuil, la duquesa de Polignac, el hermano del rey, el conde de Artois y con el apoyo de María Antonieta. Sin embargo, incapaz de contener su odio hacia Necker, el conde de Artois se precipitó con el plan antes de tiempo. Necker fue destituido semanas antes del tiempo que Breteuil creía conveniente. Breteuil fue nombrado primer ministro el 12 de julio de 1789. En represalia, la Bastilla fue asaltada el 14 de julio.

## Gobierno en el exilio
Dándose cuanta del avance radical de la Revolución, muchos destacados realistas se vieron obligados a exiliarse de Francia. La duquesa de Polignac huyó a Suiza, y Luis XVI envió al conde de Artois al extranjero para salvarlo de un asesinato. Breteuil se dirigió primero a un balneario en territorio imperial antes de viajar hacia Suiza con el primer grupo de émigrés.
La Familia Real Francesa fue puesta bajo arresto domiciliario en octubre. El odio y la violencia que los rodeaba daba razones a la Reina para temer por la vida de su familia. Para horror y disgusto de María Antonieta, Artois (que vivía en Turín) nombró a Calonne en su consejo. María Antonieta despreciaba a Calonne, y su nombramiento fue el final de su amistad con su cuñado. Estaba convencida de que él no podía ser confiable para preservar los intereses de la monarquía. Fue decisión de María Antonieta, por tanto, que Breteuil fuese nombrado primer ministro en el exilio. Luis XVI apoyó la decisión, pero fue María Antonieta quien tomó la iniciativa y formalizó el nombramiento de Breteuil. En efecto, él fue jefe diplomático de la Familia Real en el extranjero. 
En Soleure, en noviembre de 1790, recibió de Luis XVI poderes exclusivos para negociar con las cortes europeas, y en sus esfuerzos por verificar la desacertada diplomacia de los príncipe emigrados, pronto se encontró en oposición con su antiguo enemigo, Calonne, que ocupaba un puesto importante en sus consejos.

## Varennes
En coordinación con el favorito de María Antonieta, el conde sueco Axel von Fersen, Breteuil organizó el escape de la Familia Real de París en 1791, obteniendo el apoyo del rey Gustavo III de Suecia. El escape casi fue logrado, pero fue frutrado en último momento por Jean-Baptiste Drouet, hijo republicano de un jefe de correos local. Breteuil también negoció con las monarquías europeas para luchar contra la Revolución Francesa. Tras el fracaso de la fuga de Varennes, Breteuil recibió instrucciones de Luis XVI, diseñadas para restaurar relaciones amistosas con los príncipes. Su desconfianza de los hermanos del Rey y su defensa de la prerrogativa de Luis XVI era, hasta cierto punto, justificada, pero su actitud intransigente hacia los príncipes enfatizó los desacuerdos de la familia real ante los ojos de los soberanos extranjeros, que veían al conde de Provenza, como representante natural de su hermano y encontraron un pretexto para no interferir en representación de Luis en las declaraciones contradictorias de los negociadores.
Sus intentos, finalmente, fueron inútiles. La Monarquía Borbónica en Francia fue derrocada en 1792, seguida de la matanza de muchos realistas en París. En enero de 1793, Luis XVI fue ejecutado. En octubre, María Antonieta tuvo el mismo destino. En 1795, su hijo, Luis XVII murió en prisión.